# Cláudia Pastor
Cláudia Pastor, född den 15 juli 1971 i Barão de Cocais, Brasilien, är en brasiliansk basketspelare som var med och tog OS-silver 1996 i Atlanta. Detta var första gången Brasilien tog en medalj i damklassen vid de olympiska baskettävlingarna.